# Mönchskappe (Pfälzerwald)
Die Mönchskappe ist ein 450,1 m ü. NHN hoher Berg mit einer etwa 500 m langen Kuppe, die sich von Süd nach Nord erstreckt. Zusätzlich zum Hauptgipfel im Süden weist der Berg im Norden einen 444,3 m hohen Nebengipfel auf. Der Berg liegt im Pfälzerwald – und zwar in dessen Gebirgsteil Unterer Pfälzerwald – im Landkreis Bad Dürkheim (Rheinland-Pfalz).

## Geographie

### Lage
Die durchweg mit Mischwald bestandene Mönchskappe erhebt sich südlich des Altleininger Ortsteils Höningen. Die Ostflanke samt dem Gipfel gehört zur Gemarkung einer Waldexklave der Kleinstadt Freinsheim, die Westflanke zur Waldgemarkung der Kreisstadt Bad Dürkheim.
Die Mönchskappe ist – außer im Norden, wo das Tal des Höninger Bachs von ihr wegführt – von ähnlich hohen Erhebungen umgeben. Ihre Nachbarberge sind:
|                          | Tal des Höninger Bachs |                     |
| Leuchtenberg (484,6 m)   |                        | Grähberg (480,2 m)  |
| Steinkopf (484 m)        |                        | Rahnfels (516,5 m)  |
| Weilerköpfchen (429,4 m) |                        | Ameisenkopf (459 m) |
|                          | Bellenscheid (484,2 m) |                     |

### Gewässer
Die beiden Quellbäche des Höninger Bachs entspringen im unmittelbaren Bereich der Mönchskappe. Der rechte Arm – Kieferntalbach genannt – hat seine Quelle am Nordosthang des Bergs und fließt durch das Kieferntal nach Nordwesten. Der linke Arm – Kohltalbach genannt – tritt nordwestlich des Bergs im Kohlbrunnen zutage und nimmt seinen Lauf nach Nordosten durch das Kohltal.
Am Nordfuß der Mönchskappe vereinigen sich die beiden Bäche auf einer Höhe von gut 300 m zum Höninger Bach, der ihr Wasser in nordnordöstlicher Richtung wegführt.

## Name

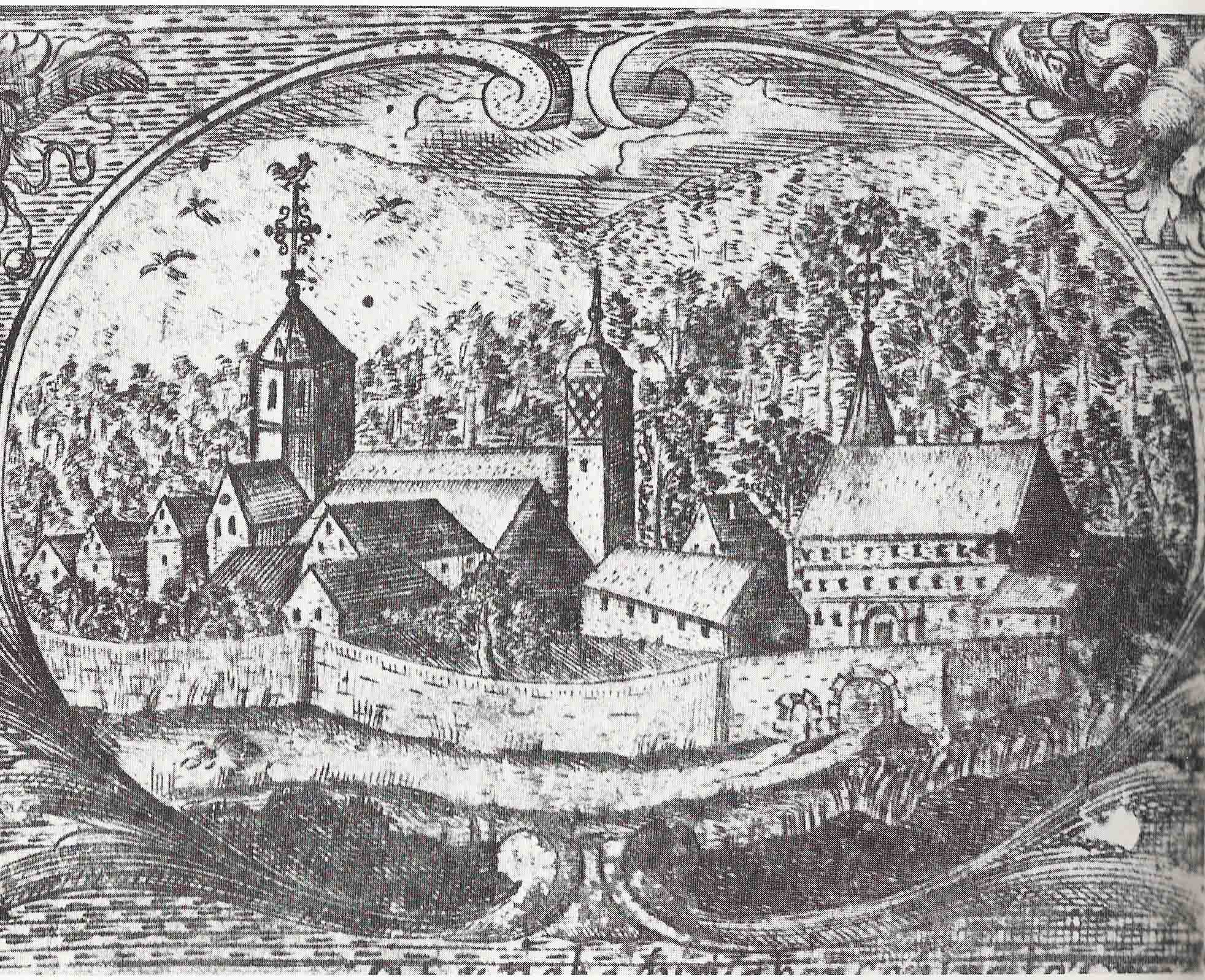
Kupferstich des Klosters Höningen, frühes 18. Jh.
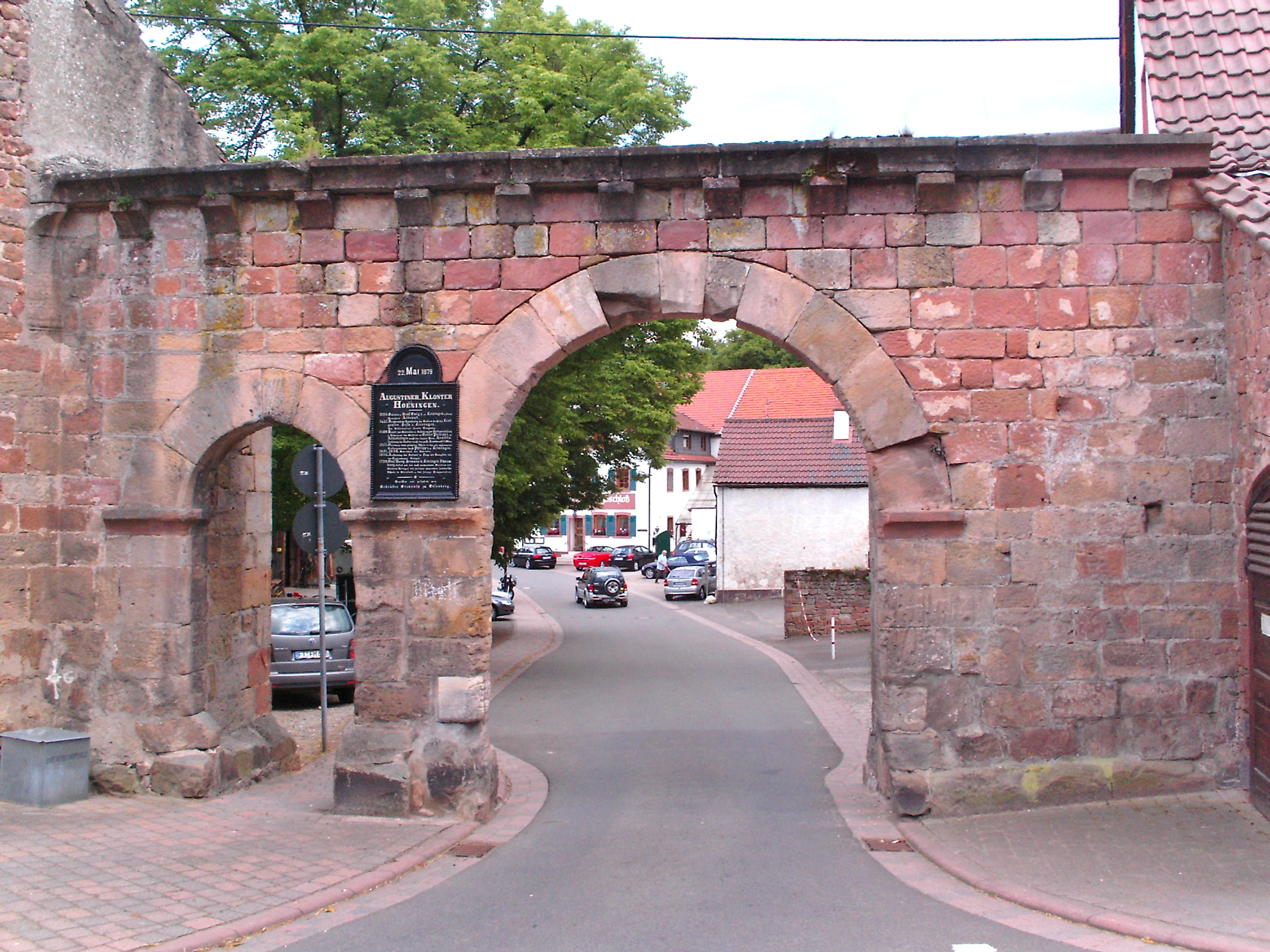
Höninger Klosterportal heute

Der Lokalhistoriker Otto Gödel hat den Namen des Bergs erforscht:

„Dort lag einst großer Fels, auf dem neben dem Symbol des Klosters, dem Petrusschüssel, das Wahrzeichen der Mönche, eine „Mönchskappe“ (Kapuze), eingemeißelt war… So ist der Name des Loogsteines als Flurname auf den Berg übergegangen. Leider ist der Fels heute nicht mehr vorhanden. Doch nur einige Meter neben dem Steinhügel hat man im Jahr 1826 einen … Grenzstein gesetzt, auf dem das oben genannte Wahrzeichen der Mönche in erhabener Form dargestellt ist.“

Das von Gödel erwähnte Kloster war das Augustiner-Chorherrenstift in Höningen. Es bestand von etwa 1120 an, bis es 1569 im Zuge der Reformation aufgelöst wurde.

## Verkehr
Den Ostfuß des Bergs streift die Landesstraße 518, die von Höningen nach Leistadt durch das Kieferntal führt, das in der Literatur gelegentlich auch Großes Kieferntal genannt wird. Um den Berg herum verlaufen Wanderwege mit den Pfälzerwald-Wandermarkierungen „Grünes Kreuz“ und „Roter Punkt“.